# Pułk Jazdy Tatarskiej

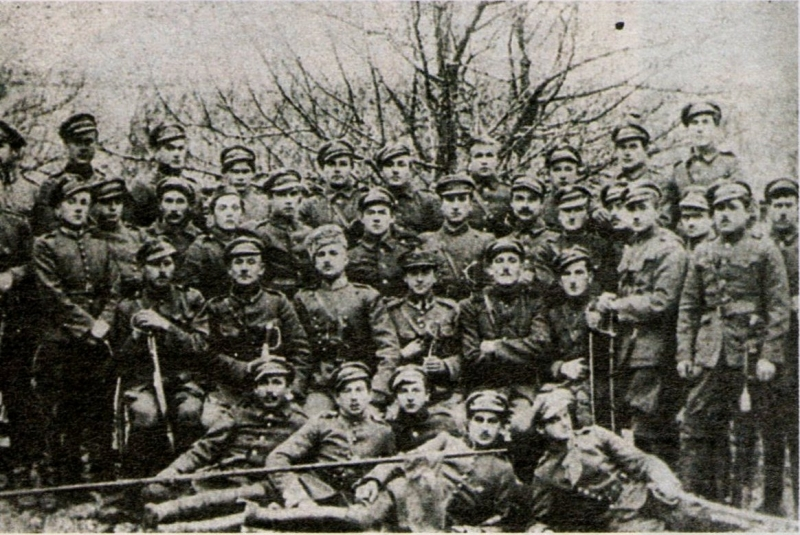
Żołnierze pułku tatarskiego

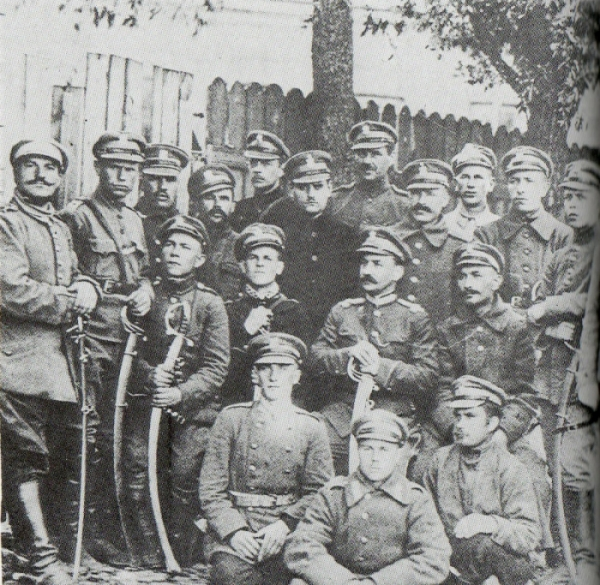
Grupa żołnierzy pułku (1919)

Pułk Jazdy Tatarskiej im. Mustafy Achmatowicza – oddział kawalerii Wojska Polskiego.

## Historia
W styczniu 1919 roku rozpoczęto formowanie „Jazdy Tatarskiej”. Żołnierzami byli przede wszystkim polscy Tatarzy. Służyli w nim też muzułmanie innych narodowości m.in. Azerowie. 31 stycznia w Warszawie został wydany pierwszy rozkaz pułkowy. 14 lutego oddział został przeniesiony do Ostrowi Mazowieckiej, a 23 lutego do Białegostoku.
Ostatecznie w lipcu 1919 roku sformowano trzy szwadrony liniowe, szwadron karabinów maszynowych i dywizjon techniczny. 16 września 1919 roku rozkazem naczelnika Józefa Piłsudskiego nadano jednostce nazwę Tatarski Pułk Ułanów imienia pułkownika Mustafy Achmatowicza. 10 czerwca 1919 roku Jazda Tatarska rozwinięta została w pułk.
Pułk walczył początkowo z wojskami niemieckimi w rejonie Grodna, następnie został przerzucony na Polesie. Później brał udział w wyprawie kijowskiej i wkraczał do Kijowa. Osłaniał w walkach odwrotowych wojska polskie w rejonie Horynia nad Styrem. W wyniku tych walk pułk poniósł duże straty, pozostało tylko 86 ułanów. W Płocku doszło do odtworzenia pułku, który wziął jeszcze udział w walkach w rejonie Wyszogrodu i Dobrzynia w 1920 roku. 10 września 1920 roku w rejonie Krośniewic major Tomaszewicz rozwiązał pułk, a jego żołnierzy wcielił do szwadronu zapasowego 13 pułku Ułanów Wileńskich.
Po rozformowaniu pułku wielu ułanów trafiło do 13 pułku Ułanów Wileńskich, którego 1 szwadron od 1936 roku nosił nazwę wyróżniającą „tatarski”.

## Żołnierze Pułku Jazdy Tatarskiej
Dowódcy pułku
- płk Roman Falkowski (I - † II 1919[6])
- mjr kaw. Wilhelm Światołdycz-Kisiel (II - 8 V 1919[2])
- płk Eugeniusz Ślaski (od 8 V 1919[2][7])
- gen. ppor. Aleksander Romanowicz (od 20 I 1920[3])
- ppłk Zenon Kryczyński (p.o. III 1920)[8]
- mjr Władysław Tomaszewicz

Obsada personalna w latach 1919-1920
- zastępca dowódcy pułku – ppłk Zenon Kryczyński[8]
- dowódca dywizjonu – rtm. Roźniatowski
- adiutant pułku – por. Gustaw Hartingh[9]
- dowódca 1 szwadronu – rtm. Tadeusz Dackiewicz[10]
- dowódca 2 szwadronu – por. Kazimierz Kolaszyński[10]
- dowódca 3 szwadronu – por. Michał Lisiecki[11]
- dowódca 3 szwadronu – por. Iskander Achmatowicz[10]
- dowódca 4 szwadronu – por. Zygmunt Elsner[12]
- dowódca 4 szwadronu – por. Antoniewicz[10]
- oficer szwadronu – ppor. Bohdan Miklewski[12]
- dowódca szwadronu ckm – rtm. Jóssuf Połtorzycki[10]
- dowódca szwadronu technicznego – por. Kałłaur[10]
- dowódca szwadronu marszowego (pieszego) – rtm. Rychter[10]
- dowódca samodzielnego szwadronu - por. Wacław Gozdawa- Zatorski [13]

dowódcy szwadronu zapasowego
- rtm. Dawid Janowicz-Czaiński (od 16 V 1919)
- mjr Grot-Niemojewski
- rtm. Zygmunt Elsner
- rtm. Roźniatowski
- mjr Władysław Tomaszewicz

Szeregowcy
- Aleksander Stefanowicz

## Barwy pułku
Od 1919 łapka karmazynowa, wypustka jasnoniebieska. Na łapce godło w formie półksiężyca z wpisaną gwiazdką.

Proporczyk niebieski specjalnego rysunku, nierozcięty, owalny, ze złotym godłem pułku
Proporczyk seledynowy z żółtym półksiężycem i gwiazdą. Ułani nosili zamiast rogatywek – barankowe „papachy”. Pułk posiadał zamiast sztandaru – buńczuk.